# Wolfgang Rauh
Wolfgang Rauh, eigentlich Wolfgang Raudaschl (* 11. August 1987 in Bad Ischl) ist ein österreichischer Schauspieler und Buchautor.

## Leben
Wolfgang Rauh (bürgerlich Raudaschl) besuchte nach der Volks- und Hauptschule in Bad Aussee die dortige Handelsakademie, wo er 2006 maturierte. Nach dem Grundwehrdienst absolvierte er ab 2008 seine Schauspielausbildung an der 1st filmacademy in Wien, die er 2011 mit Diplom abschloss. In Blockbuster – Das Leben ist ein Film spielte er 2015 die Hauptrolle und schrieb auch am Drehbuch mit. Für die Darstellung in Blockbuster wurde er beim Wild Rose Independent Film Festival in Iowa 2016 in der Kategorie Best Actor International Feature Film ausgezeichnet. Am Theater wirkte er unter anderem an Aufführungen der Kulturszene Kottingbrunn und am Theater Center Forum mit.
Während seiner Schauspielausbildung lernte er Manuel Sefciuc kennen. Unter dem Namen Wolfman (Kombination ihrer Vornamen) folgen sie seit 2010 dem schmal bis kaum ausgetretenen Pfad des heimischen Actionfilms. Dabei betätigen sie sich neben Schauspielerei und Kampfchoreographie auch immer wieder als Autoren, Regisseure oder Editoren. Mit immer umfangreicheren und aufwändigeren Eigenproduktionen stieg ihm Lauf der Jahre auch die Teamgröße. Somit besteht Wolfman im Kern zwar immer noch aus den beiden, darum hat sich aber längst ein professioneller Pool an Filmschaffenden gebildet, der ihre Freude an filmischer Unterhaltung teilt.
Seine größte Leidenschaft gilt der Kampfkunst (Ryushin Shouchi Ryu Iaijutsu, Muso Shinden Ryu Iaido, Shaolin Kung Fu und Shotokan Karate).
2019 wurde sein erster Buchroman Deivl im Noel-Verlag veröffentlicht.

## Filmografie (Auswahl)
- 2010: Freischwimmer
- 2010: SOKO Donau/SOKO Wien – Tod eines Schnüfflers (Fernsehserie)
- 2011: Tatort: Vergeltung (Fernsehreihe)
- 2011: Die lange Welle hinterm Kiel
- 2012: SOKO Kitzbühel – Der falsche Kiefer (Fernsehserie)
- 2012: SOKO Kitzbühel – Ball des Anstosses
- 2013: Spuren des Bösen – Zauberberg
- 2013: SOKO Donau/SOKO Wien – Nervenkrieg (Fernsehserie)
- 2013: Adam und Ephraim (Kurzfilm)
- 2014: Handover Trouble (Kurzfilm)
- 2014: Die Fremde und das Dorf (Fernsehreihe)
- 2014: Wolfman Solutions Staffel 1
- 2015: Das ewige Leben
- 2015: Blockbuster – Das Leben ist ein Film
- 2015: Am Ende des Sommers (Fernsehfilm)
- 2016: Mein Fleisch und Blut
- 2016: Wolfman Solutions Staffel 2
- 2017: Treibjagd im Dorf (Fernsehreihe)
- 2017: SOKO Kitzbühel – Auf gute Nachbarschaft (Fernsehserie)
- 2018: Das Boot (Fernsehserie)
- 2018: SOKO Donau/SOKO Wien – Treue, Ehre, Mord (Fernsehserie)
- 2018: Die Professorin – Tatort Ölfeld (Fernsehfilm)
- 2019: Landkrimi – Das dunkle Paradies (Fernsehreihe)
- 2019: Dennstein & Schwarz – Pro bono, was sonst! (Fernsehreihe)
- 2019: Vienna Blood – Königin der Nacht (Fernsehreihe)
- 2020: Wischen ist Macht – Jausengegner (Fernsehserie)
- 2020: Dennstein & Schwarz – Rufmord (Fernsehreihe)
- 2020: Letzter Wille – Statuen (Fernsehserie)
- 2021: Landkrimi – Steirertod (Fernsehreihe)
- 2021: SOKO Kitzbühel – Tiroler Schönheit (Fernsehserie)
- 2022: SOKO Donau/SOKO Wien – Höllensturz (Fernsehserie)
- 2024: Der Altaussee-Krimi: Letzter Jodler (Fernsehreihe)

## Romane und Kurzgeschichten
- Ein Sturm zieht auf (KG, Xun 2014)
- Bahnlinie 48 (KG, Fantastische Geschöpfe unter uns; Net-Verlag 2014)
- Die dunklen Gänge (KG, Labyrinthe - Storyolympiade 2015/16; Torsten Low 2016)
- Apomos Vermächtnis (KG, Weltentor SciFi; Noel-Verlag 2017)
- Das Kribbeln in meinem Kopf (KG, Weltentor Mystery; Noel-Verlag 2017)
- Dings späte Gäste (KG, Phantastische Sportler; Torsten Low 2018)
- Die Alptraum-Beule (KG, Zwielicht 12; 2019)
- Das geviertelte Herz (KG, Im Bann der Seelendämmerung; Arcanum Fantasy 2019)
- Totes Firmament (KG, Verborgene Wesen V; Twilight-Line 2019)
- Deivl. Roman. Noel-Verlag, Oberhausen 2019, ISBN 978-3-95493-388-4.
- Ninas neues Lächeln (Novelle, Story.One 2021)
- Leichdorf. Golkonda, München 2022, ISBN 978-3-96509-057-6.